# Queenzieburn

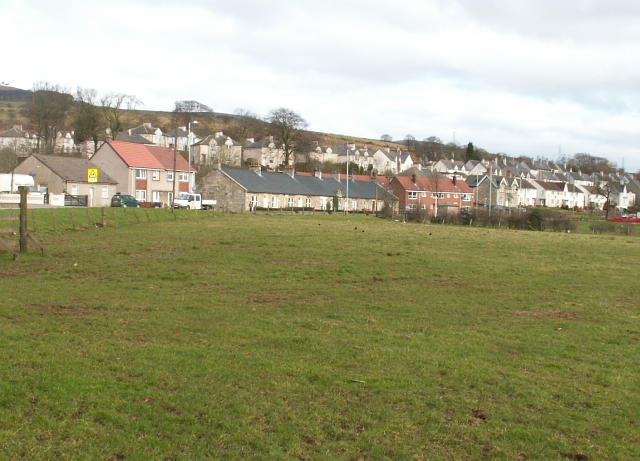
Blick von Süden auf Queenzieburn

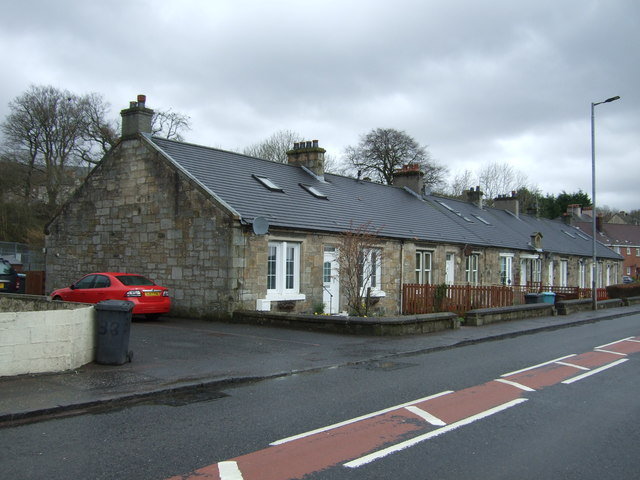
Cottages in Queenzieburn

Queenzieburn ist eine Gemeinde (Community Council Area), die nordöstlich von Glasgow in der Region North Lanarkshire in Schottland liegt.

## Geographie
Queenzieburn liegt im Übergangsbereich zwischen der Ebene, die vom Kelvin durchflossen wird, im Süden sowie einer hügeligen Landschaft im Norden. Ortschaften in der Nähe sind Balmalloch, Bogside und Kilsyth im Nordosten, Twechar im Süden, Auchendavy und Kirkintilloch im Südwesten sowie Milton of Campsie im Westen. Einen Teil von Queenzieburn bildet Chapelgreen, wo eine Grundschule ihren Sitz hat.

## Historisches
Im Rahmen der historischen Gliederung Schottlands in Civil Parishes zählt Queenzieburn zu Kilsyth, das zu Stirlingshire gehörte. Seit deren Auflösung bildet es eine eigenständige Gemeinde.